# Joan Miralles Plantalamor
Joan Miralles Plantalamor (Palma, 2 de maig del 1976) és un sociòleg mallorquí conegut per presidir l'Obra Cultural Balear entre 2022 i 2024. És fill del Catedràtic de Filologia Catalana Joan Miralles Monserrat.
L'any 2004 es va doctorar per la Universitat d'Alacant en sociologia del turisme amb una tesi sobre els impactes socioculturals del turisme residencial a Espanya. També va ser president de la patronal d'habitatges turístics de les Balears.
L'any 2019 va liderar la candidatura del PI a les eleccions generals.
Fou nomenat president de l'Obra Cultural Balear el 25 de febrer de 2022 en substitució de Josep de Luis. Durant la seva etapa va créixer el nombre de socis i es va enfortir la xarxa territorial de l'entitat. El 22 de gener de 2024 va renunciar al càrrec per motius personals, i fou rellevat per Lena Serra de manera interina.